# درازاندامان
درازاندامان (نام علمی: Macraucheniidae) نام یک تیره از راسته نرم‌پاشنگان است.